# Конаково (деревня, Москва)
Конаково — деревня в Троицком административном округе Москвы  (до 1 июля 2012 года в составе Подольского района Московской области). Входит в состав поселения Михайлово-Ярцевское.

## Население
Согласно Всероссийской переписи, в 2002 году в деревне проживало 28 человек (10 мужчин и 18 женщин). По данным на 2005 год в деревне проживало 20 человек.

## Расположение
Деревня Конаково расположена на левом берегу Пахры примерно в 24 км к западу от центра города Подольска. Около деревни проходит Московское малое кольцо. Ближайший населённый пункт — посёлок Шишкин Лес.

## Территориииулицы(поКЛАДР РФ)
Территории, если присутствуют среди перечисленные ниже, на самом деле географически не находятся внутри самой деревни, а разбросаны вокруг неё, на площади в несколько квадратных километров, в границах поселения Михайлово-Ярцевского. Тем не менее, по КЛАДР все они классифицируются, как улицы деревни Конаково, а в названии содержат слово Территория. Так как эти территории возникали и благоустраивались под началом инициативных групп (правлений СНТ, правлений ДСК и т.п.), то исторически сложилось, что в границах каждой из этих территорий обычно присутствует Территориальное общественное самоуправление:
- Конаково-1 Улица
- Конаково-2 Улица
- Конаково-3 Улица
- Полянка Улица